# Namazu

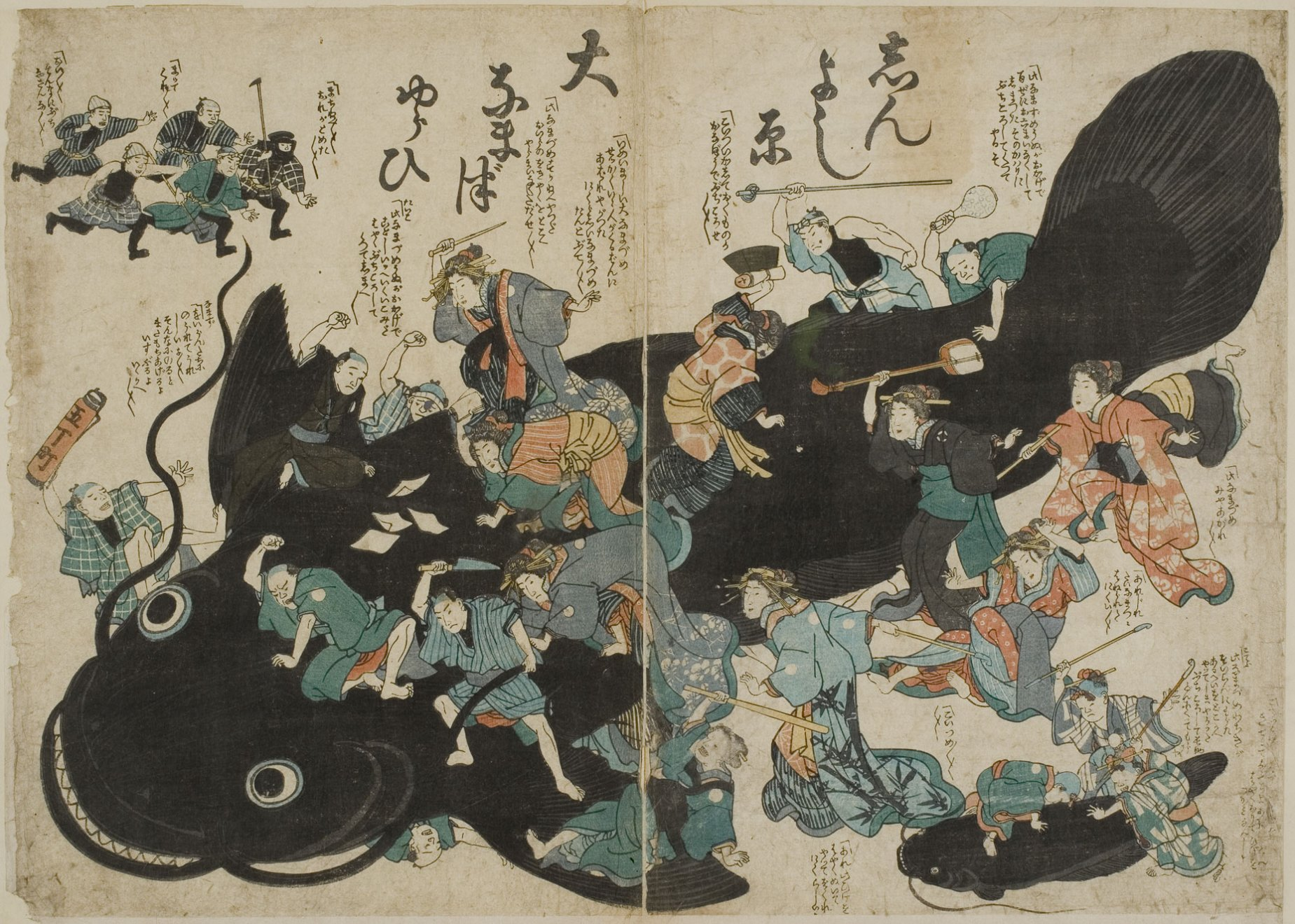
Namazuval küzdő emberek ábrázolása

Namazu (鯰) vagy Ōnamazu (大鯰) egy mitológiai lény, egy óriási harcsa a  japán mitológiában, amely állítólag Japán szigetei alatt élt, ahol Kashima a mennydörgés istene ellenőrizte tevékenységét, melyet egy nagy zárókővel (Kanameishi) fékezett meg. Amikor Kashima elhanyagolta Namadu őrzését, az óriásharcsa szétcsapva és óriási heves hullámokat, földrengéseket okozott.

## Története
Japánt a földrengések országának tartják, ahol a szeizmikus rengések a japánok mindennapi életéhez tartoznak.
A japánok a sintó valláson keresztül a természeti jelenségeket jó vagy rossz szellemek tevékenységének képzelik, ezzel magyarázva azokat. E természeti jelenségek megjelennek a Japán mitológiában is, melyek egyike Namazu, egy óriási harcsa, amely Japán mélyén alszik, és amely minden rezdülése, mozgása alkalmával földrengéseket, a partokra rontó hatalmas pusztító hullámokat hoz létre.
Japánban  az egyes hiedelmek azt tartják, hogy maga a japán szigetvilág ennek a szeszélyes halnak a hátán települt.
Úgy tartják e jelenségről, hogy a mennydörgés istene, Takemikazuchi az egyetlen, aki képes irányítani azt. Sajnos a harcsának néha sikerül kiszabadulnia a „zárókő” ( japánul Kanameishi) alól, amely azt visszatartja, ezért vannak még mindig földrengések.
A hagyományok szerint az 1568-tól 1600-ig tartó úgynevezett Azuchi-Momoyama korszakban a híres feudális nagyúr (Daimjó|daimjo) Totyotomi Hideyoshi állítólag levelet küldött vazallusainak, megparancsolva, hogy építsék fel a Fushimi-Momoyama kastélyt, olyan erősre, hogy ellenálljon a Namazu által keltett rengéseknek. Ez idő óta a rengésekért mindig a harcsát tették felelőssé.
Saját templomában , Kashima-jingūban , Ibaraki prefektúrában a saját védelmező Istenüket tisztelik.

## Namazu ábrázolásai
A Namazuról szóló legendák valamikor a 15. és 18. század között alakultak ki. Namazu mélyen a föld alatt élt és amelynek az irányításáért felelős Kashima, a japán fő isten volt, aki a harcsát egy óriási kővel tartotta a helyén.
Namazu többnyire művészi ábrázolásokról ismert, általában óriási harcsaként ábrázolják egy japán tájon vagy városban és általában a hagyományosan felelősnek tartott japán istenekkel együtt ábrázolják.